# Boxe aux Jeux olympiques d'été de 2012 - Poids moyens femmes
Navigation
Rio de Janeiro 2016
L'épreuve féminine de boxe des poids moyens (-75 kg) des Jeux olympiques d'été 2012 de Londres s'est déroulée au centre ExCeL du 5 au 9 août 2012.

## Format de la compétition
Comme tous les événements de boxe olympique, la compétition consiste en un tournoi à élimination directe. Cet évènement regroupe 12 boxeuses qui se sont qualifiées pour la compétition par le biais des divers tournois de qualification organisés en 2011 et 2012. La compétition débute par les huitièmes de finale le 5 août et se conclut par une finale le 9 août. Les deux perdantes des demi-finales obtiennent chacune une médaille de bronze, sans disputer de match pour la troisième place.
Tous les combats se composent de quatre périodes de deux minutes où les boxeuses obtiennent des points pour chaque coup de poing porté à la tête ou sur le haut du corps de leur adversaire. La boxeuse ayant le plus de points comptabilisés à la fin des périodes se qualifie. Si une boxeuse se retrouve au sol et ne peut pas se lever avant que l'arbitre ne compte jusqu'à 10, le combat est terminé et l'adversaire est déclaré gagnante.

## Horaires
Les temps sont donnés selon l'heure locale au Royaume-Uni (UTC)
| Date                 | Temps | Série               |
| -------------------- | ----- | ------------------- |
| Dimanche 5 août 2012 | 15:30 | Huitièmes de finale |
| Lundi 6 août 2012    | 15:30 | Quarts de finale    |
| Mercredi 8 août 2012 | 14:30 | Demi-finales        |
| Jeudi 9 août 2012    | 17:15 | Finale              |

## Médaillées
| Or                     | Argent                  | Bronze                              |
| Claressa Shields (USA) | Nadezda Torlopova (RUS) | Marina Volnova (KAZ) Li Jinzi (CHN) |

## Résultats
|  | Huitièmes de finale           | Huitièmes de finale           | Huitièmes de finale |  |  | Quarts de finale              | Quarts de finale              | Quarts de finale        |    |                      | Demi-finales           | Demi-finales           | Demi-finales |  |  | Finale | Finale | Finale |
|  |                               |                               |                     |  |  |                               |                               |                         |    |                      |                        |                        |              |  |  |        |        |        |
|  |                               |                               |                     |  |  |                               |                               |                         |    |                      |                        |                        |              |  |  |        |        |        |
|  |                               |                               |                     |  |  | Savannah Marshall (GBR)       | Savannah Marshall (GBR)       | 12                      |    |                      |                        |                        |              |  |  |        |        |        |
|  | Marina Volnova (KAZ)          | Marina Volnova (KAZ)          | 20                  |  |  | Marina Volnova (KAZ)          | Marina Volnova (KAZ)          | 16                      |    |                      |                        |                        |              |  |  |        |        |        |
|  | Elizabeth Andiego (KEN)       | Elizabeth Andiego (KEN)       | 11                  |  |  |                               |                               |                         |    | Marina Volnova (KAZ) | Marina Volnova (KAZ)   | 15                     |              |  |  |        |        |        |
|  | Anna Laurell (SWE)            | Anna Laurell (SWE)            | 14                  |  |  |                               | Claressa Shields (USA)        | Claressa Shields (USA)  | 29 |                      |                        |                        |              |  |  |        |        |        |
|  | Naomi Fischer-Rasmussen (AUS) | Naomi Fischer-Rasmussen (AUS) | 18                  |  |  | Naomi Fischer-Rasmussen (AUS) | Naomi Fischer-Rasmussen (AUS) | 14                      |    |                      |                        |                        |              |  |  |        |        |        |
|  |                               |                               |                     |  |  | Claressa Shields (USA)        | Claressa Shields (USA)        | 18                      |    |                      |                        |                        |              |  |  |        |        |        |
|  |                               |                               |                     |  |  |                               |                               |                         |    |                      | Claressa Shields (USA) | Claressa Shields (USA) | 19           |  |  |        |        |        |
|  |                               |                               |                     |  |  |                               | Nadezda Torlopova (RUS)       | Nadezda Torlopova (RUS) | 12 |                      |                        |                        |              |  |  |        |        |        |
|  |                               |                               |                     |  |  | Mary Spencer (CAN)            | Mary Spencer (CAN)            | 14                      |    |                      |                        |                        |              |  |  |        |        |        |
|  | Roseli Feitosa (BRA)          | Roseli Feitosa (BRA)          | 14                  |  |  | Li Jinzi (CHN)                | Li Jinzi (CHN)                | 17                      |    |                      |                        |                        |              |  |  |        |        |        |
|  | Li Jinzi (CHN)                | Li Jinzi (CHN)                | 19                  |  |  |                               |                               |                         |    | Li Jinzi (CHN)       | Li Jinzi (CHN)         | 10                     |              |  |  |        |        |        |
|  | Elena Vystropova (AZE)        | Elena Vystropova (AZE)        | 12                  |  |  |                               | Nadezda Torlopova (RUS)       | Nadezda Torlopova (RUS) | 12 |                      |                        |                        |              |  |  |        |        |        |
|  | Edith Ogoke (NGR)             | Edith Ogoke (NGR)             | 14                  |  |  | Edith Ogoke (NGR)             | Edith Ogoke (NGR)             | 8                       |    |                      |                        |                        |              |  |  |        |        |        |
|  |                               |                               |                     |  |  | Nadezda Torlopova (RUS)       | Nadezda Torlopova (RUS)       | 18                      |    |                      |                        |                        |              |  |  |        |        |        |
|  |                               |                               |                     |  |  |                               |                               |                         |    |                      |                        |                        |              |  |  |        |        |        |